# George Marston (homme politique)
Pour les articles homonymes, voir George Marston.
George White Marston, né le 22 octobre 1850 à Fort Atkinson et mort le 31 mai 1946, est un homme politique, chef d'entreprise et philanthrope américain.
Marston a notamment laissé son empreinte sur San Diego, étant impliqué dans la création du parc Balboa, du réseau de la San Diego Public Library et du parc du Presidio de San Diego.